# John Watters
John Watters (John Nickerson „Soapy“ Watters; * 22. Juli 1903 in Winchester, Massachusetts; † 3. August 1962 in Weston, Massachusetts) war ein US-amerikanischer Mittelstreckenläufer, der sich auf die 800-Meter-Distanz spezialisiert hatte.
Bei den Olympischen Spielen 1924 in Paris wurde er Siebter in 1:54,8 min.
Seine persönliche Bestzeit über 880 Yards von 1:53,8 min (entspricht 1:53,1 min über 800 m) stellte er am 11. Juli 1925 in Cambridge auf.